# Inflatie (kosmologie)
Kosmische inflatie is de theorie dat het heelal vrijwel direct na de oerknal gedurende 10−35 seconde een fase van exponentiële uitbreiding heeft doorgemaakt. Gedurende dit minuscule tijdsinterval zou het heelal tussen de 1030 en 10100 keer zo groot zijn geworden. De reden hiervoor was een vacuümenergie met negatieve druk. De theorie werd in 1981 door Alan Guth opgesteld en werd later verder ontwikkeld door onder meer Andrei Linde.

## Definitie
De theorie gaat ervan uit dat een bepaald, niet nader bekend, veld zich gedurende korte tijd niet op de energetisch laagste waarde bevond, terwijl dat gezien de dalende temperatuur wel verwacht zou worden. Deze 'onderkoelde' situatie gaf aanleiding tot een negatieve druk, wat volgens de algemene relativiteitstheorie zorgde dat de zwaartekracht een afstotend effect had (vergelijkbaar met het effect van een kosmologische constante). Hierdoor werd het heelal in zeer korte tijd zeer sterk opgeblazen - huidige modellen gaan uit van een expansie met een factor 1030 tot wel 10100 in 10−35 seconde. Naarmate deze expansie groter is geweest, betekent dit dat het voor de mens zichtbare heelal een steeds kleiner (toch al minuscuul zijnde) deel van het totale heelal blijkt uit te maken. Als de inflatie bijvoorbeeld een factor 1036 is geweest, is de omvang van het heelal dat de mens niet kan zien zeker meer dan een miljoen keer groter dan het deel dat de mens wel kan zien.
Uitgegaan wordt van een uitdijing van het heelal in 10 tot -35 seconde. Deze tijd lijkt gering, maar is nog te groot. Dit komt doordat 'tijd' alleen materiegebonden is. Na de oerknal bestond er nog geen materie en dus ook geen tijd. Energie is niet 'tijd'gebonden en dus bestaat er binnen de Energie geen tijd. Pas na de vorming van quarks als kleinste massa-deeltjes begon ook de 'tijd'. Het heelal blijft uitdijen totdat eens alle materie of massa weer zal omgevormd zijn in Energie. Dan zal ook de tijd ophouden te bestaan, want alleen massa heeft tijd nodig om te verplaatsen. Ook gebeurtenissen hebben tijd nodig, omdat gebeurtenissen plaatsvinden binnen de materie. Gebeurtenissen vinden plaats door verandering en/of verplaatsing van materie.

## Relatie tot het standaardmodel
Kosmische inflatie lost een aantal problemen op die voordien bestonden met oerknalmodellen:
- het horizonprobleem: Het heelal is in alle richtingen, zover we kunnen kijken, opvallend uniform. Men zou verwachten dat delen van het heelal die (vanwege de eindigheid van de lichtsnelheid) niet met elkaar in contact kunnen hebben gestaan, verschillende temperatuur, dichtheid enzovoort zouden kennen. De inflatie lost dit op doordat het gehele zichtbare heelal uit een gebied is ontstaan dat zo klein is, dat het in de korte tijd voor het begin van de inflatie wel in contact geweest kan zijn, en zelfs tot een thermodynamisch evenwicht kan zijn gekomen.
- het monopoolprobleem: Veel theorieën voorspellen het bestaan van magnetische monopolen. Het waren deze theorieën waar Guth zich mee bezighield. In de oerknaltheorie zouden magnetische monopolen ontstaan doordat het elektromagnetische veld zich op verschillende plaatsen op verschillende wijzen vormgeeft. Bij de grenzen van deze gebieden ontstaan dan magnetische monopolen. Uitgaande van een conservatieve schatting dat er voor elk dergelijk gebied een monopool zou zijn, kwam Guth al op een absurd hoog aantal monopolen, gegeven dat er nog nooit met zekerheid één ontdekt is. Door inflatie zou het gehele zichtbare heelal zich uit één zo'n gebied kunnen vormen.
- het vlakheidsprobleem: De dichtheid van het heelal lijkt in de buurt te liggen van de dichtheid die een vlak heelal zou geven - toen Guth zijn berekeningen deed, werd de waarde op tussen 0,1 en 2 keer die van de zogenaamde kritieke dichtheid geschat. Het blijkt echter dat in de evolutie van het heelal elke afwijking van een vlak heelal zou worden opgeblazen, wat betekent dat, om een dergelijke waarde te krijgen, aanvankelijk de waarde enorm dicht bij 1 moet hebben gelegen. Gedurende het tijdperk van inflatie echter, werd het heelal juist gladgestreken, wat tot een dergelijke waarde zou hebben geleid.
- het begin van sterrenstelsels: Hoewel het heelal op grote schaal opvallend uniform is, is dat op kleinere schaal niet het geval. Materie bevindt zich in 'klonten', die sterrenstelsels, clusters en superclusters vormen. Zwaartekracht is in staat deze te vormen, maar alleen als er al een initiële ongelijkheid bestaat. In de theorie van kosmische inflatie worden deze kiemen gevormd door kwantumfluctuaties in het oorspronkelijke heelal, die door inflatie tot kosmische proporties zijn opgeblazen.
- het entropieprobleem: Entropie neemt altijd toe. Desondanks bevinden we ons in een toestand van lage entropie, en in het verleden moet die nog lager geweest zijn. Waarom zou het heelal gevormd zijn in een toestand met zo lage entropie? Inflatie lost dit op doordat de maximaal mogelijke entropie tijdens de inflatieperiode explosief toeneemt. Inflatie kan daarom plaatsvinden vanuit een situatie met weliswaar niet maximale, maar ook niet zeer lage entropie, en toch zonder enige entropiedaling tot een toestand met extreem lage entropie uitkomen.

## Bewijzen

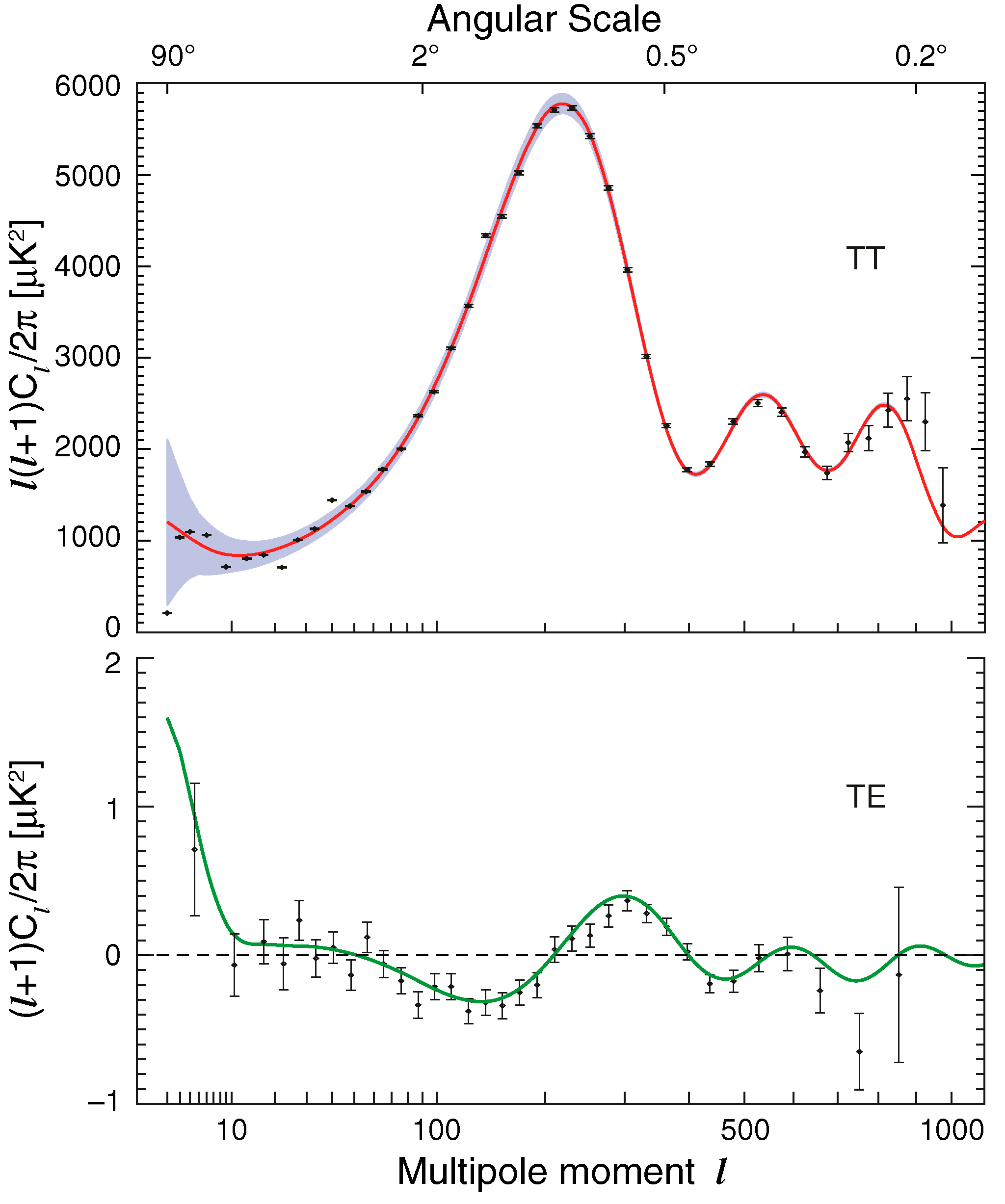
Correlatie tussen temperaturen en polarisatie van de kosmische achtergrondstraling. De getrokken lijn geeft het best aansluitende, op kosmische inflatie gebaseerde model

Nadat de inflatietheorie werd opgesteld, zijn er bewijzen voor de juistheid naar voren gekomen. De belangrijkste bewijsstukken zijn:
- Volgens de inflatietheorie zou de vlakheid van het heelal nog preciezer dicht bij de kritieke, vlakke waarde zijn dan werd aangenomen - het verschil zou niet waarneembaar moeten zijn. Sindsdien is een dergelijke waarde ook uit andere berekeningen naar voren gekomen. Tegenwoordig gaat men ervan uit dat zichtbare materie, donkere materie en donkere energie (de kosmologische constante) respectievelijk ongeveer 5%, 25% en 70% van de benodigde dichtheid innemen.
- De WMAP-metingen van de kleine temperatuurverschillen in de kosmische achtergrondstraling geven aan dat de correlatie tussen de temperaturen op verschillende afstanden opvallend goed overeenkomt met de waarde zoals die door de inflatietheorie gegeven wordt.

Desondanks is nog niet alles over kosmische inflatie bekend. Er zijn nog vele verschillende modellen, afhankelijk van bijvoorbeeld de vorm van het veld dat tot inflatie aanleiding gaf. Daarnaast zorgt juist de inflatie zelf ervoor dat vrijwel alle sporen van de voorafgaande periode zijn uitgewist.